# Jean de Chinon
Pour les articles homonymes, voir Saint Jean, Saint-Jean et Jean.
Jean de Chinon ou Jean de Moutiers ou Jean le Reclus, un des nombreux saint Jean, était originaire des îles Britanniques. Il était prêtre mais décida de vivre en solitaire au VIe siècle à Chinon dans le diocèse de Tours. 
Il est fêté le 27 juin par l'Église catholique et l'Église orthodoxe.

## Histoire et tradition

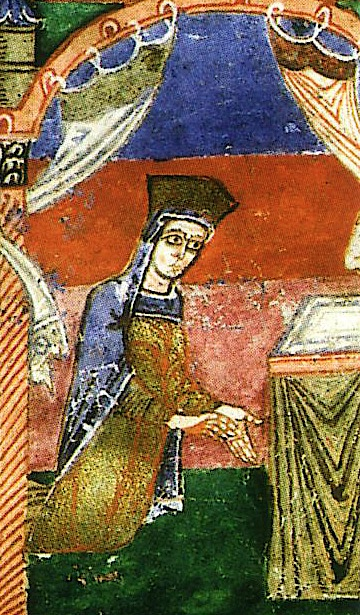
Sainte Radegonde en prière, détail d'une enluminure du XI.

Jean de Chinon est évoqué par Grégoire de Tours dans le Liber in Gloria confessorum, très brièvement dans Le tiers livre des faicts et dicts héroiques du bon Pantagruel de Rabelais, et par la nonne et hagiographe Baudonivie. Selon ces écrits et la tradition, Jean le Reclus, venu des îles Britanniques, installa un petit ermitage dans une grotte dominant la ville de Chinon non loin de l'église Saint-Étienne primitivement consacrée à la Vierge. Il y aménagea une cellule avec un petit oratoire, et en contigu un verger avec un jardinet où il planta un laurier. C'est là qu'il se nourrissait sommairement de ses quelques plantations et plus abondamment de la lecture des Saintes Écritures. Le reste de son temps était employé à la prière.
Ainsi, il vécut une trentaine d'années avec une réputation grandissante de saint homme aux qualités de bienfaiteur et de guérisseur. Vers 530, il reçut la visite de sainte Radegonde qui venait de Tours où elle avait vénéré le tombeau de saint Martin. La sainte reine serait restée trois jours en sa compagnie pour bénéficier de sa protection et favoriser la fondation d'un hospice qu'elle avait décidé de créer en terre de Saix, où elle se rendait et qui fut l'un des premiers en France.  
Il mourut très âgé et fut enterré à l'endroit même de son ermitage. Des malades furent guéris par son intercession, en particulier de la goutte. Au XIIe siècle fut entreprise la construction d'une chapelle dédiée à sainte Radegonde. Détruite durant les guerres de Religion,  elle sera restaurée en 1643. Au XIXe siècle, le tombeau de l'ermite Jean fut reconstruit et un nouvel autel consacré en 1879. Aujourd'hui, la chapelle Sainte-Radegonde existe toujours bénéficiant de visites accompagnées.

## Miracle du laurier

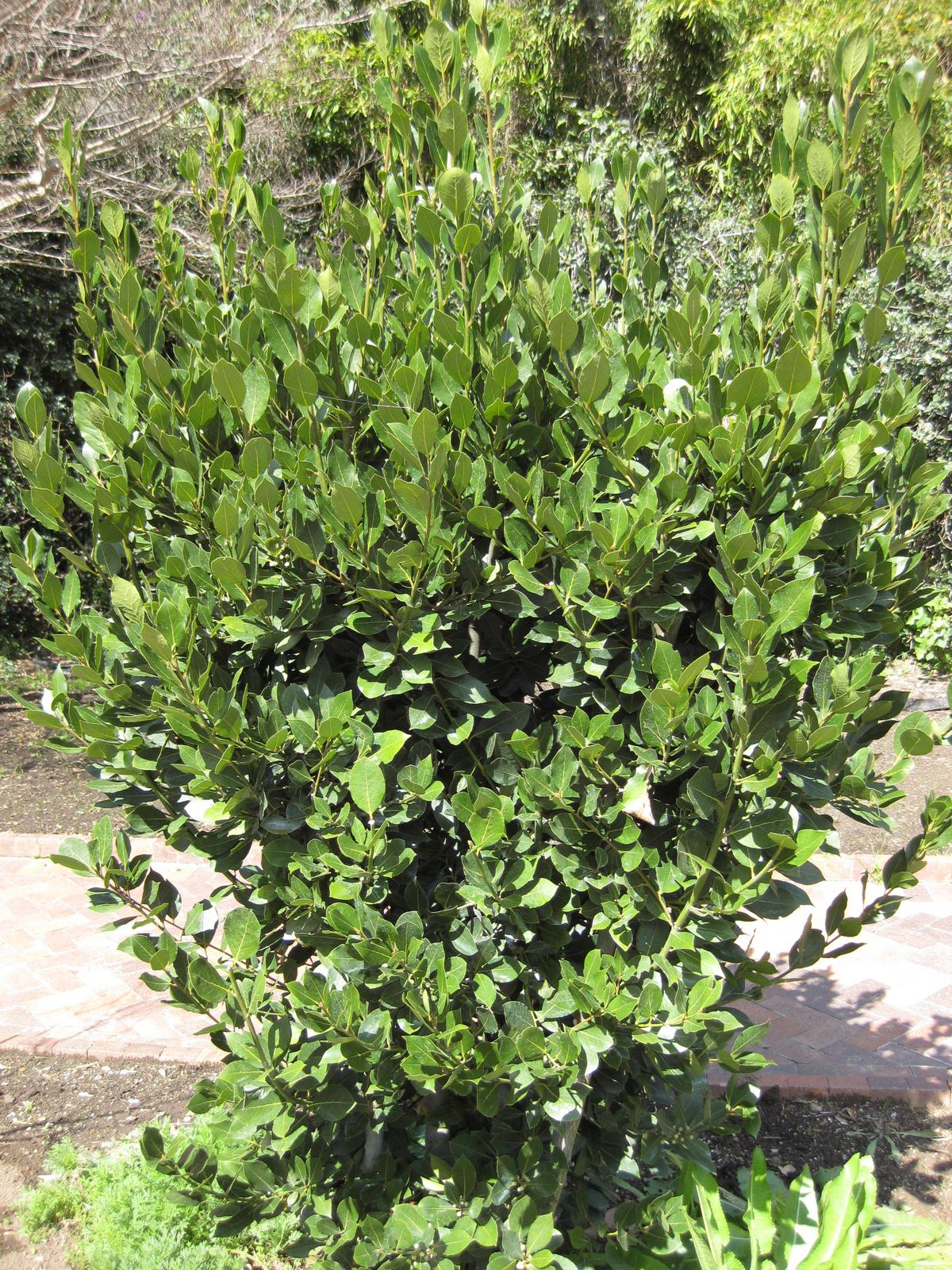
Un laurier.

Un pauvre des alentours qui avait bénéficié des largesses de Jean voulu vivre dans son ermitage pour progresser spirituellement et s'en occuper. Afin de remplacer le manche de sa cognée, il décida d'abattre le laurier que le Saint avait planté et qui s'était petit à petit desséché et affaissé.
Deux ans plus tard, en pleine nuit, il vit apparaître du ciel Jean de Chinon qui se plaignit de son acte ingrat et qui lui signifia tout que cet arbre avait représenté pour lui de reposant et d'enthousiasmant. Confus, il voulut se réparer aussitôt et partit enterrer le bois qu'avait planté la main pieuse du prêtre à son emplacement initial. Puis, tranquillisé, il se rendormit. 
Et voilà, qu'en quelques jours, l'arbre repoussa très vite arborant de magnifiques rameaux tandis que les autres arbres ne faisaient qu’éclore leurs bourgeons printaniers. Et qu'elle ne fut pas sa fierté dès lors d'évoquer sa majesté à tous ceux qui lui parlaient du printemps, des beaux arbres ou des prodiges de la nature.